# Iselsberg-Stronach
Iselsberg-Stronach je obec v Rakousku ve spolkové zemi Tyrolsko v okrese Lienz.
Žije zde 599 obyvatel (1. 1. 2011).

## Rodáci
Na zdejším statku Ederhof se v roce 1835 narodil malíř Franz Defregger.